# Mette Ingvartsen
Mette Ingvartsen (Aarhus, 1980) is een Deense choreografe en danseres.

## Opleiding
Mette Ingvartsen kwam reeds op jonge leeftijd in contact met de danswereld; ze was lid van het jongerengezelschap dat door choreografe Marie Brolin Tani werd geleid in Aarhus (Denemarken). Vanaf 1999 studeerde ze vervolgens aan de Amsterdamse Hogeschool voor de Kunsten in Amsterdam en nadien aan de dansschool P.A.R.T.S. in Brussel, waar ze in 2004 afstudeerde. Nadien behaalde ze een doctoraat in choreografie aan UNIARTS / Lunds Universitet in Zweden. Het onderwerp daarvan was de relatie tussen het theoretische werk van een kunstenaar en zijn artistieke praktijk.

## Werk als choreografe
Sinds 2002 werkt Mette Ingvartsen vanuit Brussel aan een oeuvre van choreografieën, performances en ‘levende installaties' die zowel conceptueel als zeer fysiek zijn. Haar artistiek werk staat nooit los van onderzoek en theoretische concepten. Ze creëerde haar eerste performance, Manual Focus (2003), terwijl ze nog studeerde. Nadien initieerde ze verschillende onderzoeksprojecten en een uitgebreide reeks performances gecreëerd, o.a. 50/50 (2004), to come (2005), Why We Love Action (2007), IT’S IN THE AIR (2008), GIANT CITY (2009) en All the way out there… (2011). Vragen rond kinesthesie, perceptie, affect en sensatie staan daarin centraal. Alhoewel ze vier jaar lang studeerde aan P.A.R.T.S., een dansschool die bekendstaat om een opleiding die zeer fysiek is, ging Mette Ingvartsen choreograferen steeds meer beschouwen als een praktijk die niet enkel betrekking heeft op het fysieke lichaam van de danser maar ook op verschillende soorten niet-menselijke performers en geanimeerde materialen. Ze nam zelfs het lichaam van de danser weg van de scene, en ze verschoof de hiërarchie tussen het lichaam en de objecten in dans. Dat begon met de productie evaporated landscapes (2009), een choreografie / performance voor schuim, mist, licht en geluid in plaats van (dansende) lichamen.

## The Artificial Nature Series
Die interesse in verruiming heeft geresulteerd in een reeks projecten die choreografie uitbreiden tot niet-menselijke materialen. Samen vormen ze The Artificial Nature Series, een reeks van vijf producties die werd gecreëerd tussen 2009 en 2012. The Extra Sensorial Garden (2010) werd voorgesteld in Kopenhagen en The Light Forest (2010) kon bezocht worden tijdens Szene Salzburg in juli 2010 en 2011. In Speculations (2011) kreeg de toeschouwer een verhalenvertelsessie voorgeschoteld. The Artificial Nature Project (2012) sloot de reeks af en herintroduceerde de menselijke performer in een netwerk van verbindingen tussen menselijke en niet-menselijke actoren.

## The Red Pieces
Na deze reeks producties waarin de aandacht vooral ging naar geanimeerde, niet-menselijke materialen, drong een terugkeer naar het menselijke lichaam zich op. Dat resulteerde in een nieuwe reeks producties waarin het lichaam, seksualiteit, naaktheid, privacy en de manier waarop zij verbonden zijn met de publieke sfeer centraal staan. Seksualiteit en het naakte lichaam werden een middel om participatie en het collectieve te onderzoeken. In 2014 begon Mette Ingvartsen onder de noemer The Red Pieces aan een nieuwe cyclus werken. 69 positions (2014) opende die reeks en bevroeg de grenzen tussen de private en publieke ruimte, door het naakte lichaam letterlijk tussen het theaterpubliek te plaatsen. In de tweede productie, 7 pleasures (2015), houdt ze zeven concepten van plezier tegen het licht. Twaalf performers geeft vorm aan zintuiglijke gewaarwordingen. In een lange sensuele beweging raken lichamen elkaar aan, verliezen ze hun grenzen, vibreren ze en vormen ze onverwachte composities en constellaties met de dingen rond hen. De derde productie is to come (extended) (2017). Die is gebaseerd op to come (2005), een vroeger werk van Mette Ingvartsen voor vijf dansers. De reden voor de herwerking met vijftien i.p.v. vijf dansers is de wens om de huidige politiek met betrekking tot seks te doorbreken door middel van de vrolijke toon van de productie uit 2005. Tot de reeks The Red Pieces behoren verder zowel 21 pornographies (2017), een productie die de aanwezigheid van pornografie in vele geledingen van de samenleving als vertrekpunt heeft en de werking van het pornografische verkent met behulp van een verzameling erotisch en emotioneel materiaal, als The Permeable Stage (2016), een bijeenkomst van kunstenaars en theoretici die zich richtte op de manier waarop seksualiteit tegenwoordig overal aanwezig is, hoe ze het menselijke lichaam overstijgt, en terug te vinden is in de relaties met objecten, instrumenten, omgevingen en mediatechnologieën.

## Samenwerkingen
Van 2013 tot 2016 was Mette Ingvartsen artist-in-residence bij het Brusselse Kaaitheater, dat reeds sinds 2004 haar werk toont. Van 2010 tot 2015 was ze verbonden aan het netwerk apap – advancing performing arts project. In de periode van 2017 tot 2022 is ze, onder leiding van Chris Dercon, lid van de artistieke ploeg bij de Volksbühne in Berlijn. Naast de creatie en opvoering van haar eigen werk heeft Mette Ingvartsen als performer ook meegewerkt aan projecten van Jan Ritsema / Bojana Cvejic, Xavier Le Roy en Boris Charmatz.

## Werk als docente
Naast haar performances is Mette Ingvartsen bezig met onderzoek, schrijven en het documenteren van artistiek werk. Ze geeft les en workshops gerelateerd aan het ontwikkelen van methodologieën van choreografische praktijken. Sinds 2005 werkt ze aan everybodys, een open en collaboratief project gebaseerd op het principe van open source. Het project heeft als doel tools en technieken te produceren die door artiesten gebruikt kunnen worden bij de creatie van hun werk. In 2017 is Mette Ingvartsen Valeska Gert Visiting Professor aan Freie Universität Berlin. Gedurende een semester werkt ze met studenten aan het Viscous Environments Project, waarin wordt nagedacht over hoe een zogenaamde 'durational environment', een mengvorm van een installatie en een langdurige performance, kan gecreëerd worden met behulp van menselijke lichamen en niet-menselijke performers.

## Werk als redactrice, onderzoekster en curator
Ze werkt ook als redactrice voor de everybodys-publicaties. In 2008 participeerde ze aan 6Months1Location, een project van Xavier Le Roy en Bojana Cvejic, rond vragen over educatie, productiestructuren en artistieke uitwisseling. In het 6 maanden durende YouTube-project Where is my Privacy trachtte ze choreografische productie via de hedendaagse communicatie tools te herdenken. Als een uitbreiding van 6M1L co-organiseerde ze het festival Inpresentable 09 in Madrid, op uitnodiging van Juan Dominguez. Naar aanleiding van de  herneming van 69 Positions en 7 pleasures in het Kaaitheater organiseerde Mette Ingvartsen er onder de titel The Permeable Stage een performatieve conferentie over de politiek van seksualiteit in relatie tot de publieke en private sfeer.

## Producties
Eigen producties
- solo negatives (Mette Ingvartsen, 2002)
- Manual Focus (Mette Ingvartsen, 2003)
- Out Of Order (Mette Ingvartsen, 2004)
- 50/50 (Mette Ingvartsen, 2004)
- to come (Mette Ingvartsen, 2005)
- Why We Love Action (Mette Ingvartsen / Great Investment, 2007)
- IT’S IN THE AIR (Mette Ingvartsen / Great Investment i.s.m. Jefta van Dinther / Sure Basic, 2008)
- GIANT CITY (Mette Ingvartsen / Great Investment, 2009)
- evaporated landscapes (Mette Ingvartsen / Great Investment, 2009)
- The Extra Sensorial Garden (Mette Ingvartsen / Great Investment, 2010)
- The Light Forest (Mette Ingvartsen / szene Salzburg, 2010)
- All the way out there… (Mette Ingvartsen / Great Investment i.s.m. Guillem Mont de Palol, 2011)
- Speculations (Mette Ingvartsen / Great Investment, 2011)
- The Artificial Nature Project (Mette Ingvartsen / Great Investment, 2012)
- 69 positions (Mette Ingvartsen / Great Investment, 2014)
- 7 pleasures (Mette Ingvartsen / Great Investment, 2015)
- to come (extended) (Mette Ingvartsen / Great Investment, 2017)
- 21 pornographies (Mette Ingvartsen / Great Investment, 2017)
- All Around (Mette Ingvartsen / Great Investment, 2019)
- Moving in Concert (Mette Ingvartsen / Great Investment, 2019)
- The Blue Piece (Mette Ingvartsen / Great Investment, 2021)
- The Life Work (Mette Ingvartsen / Great Investment / in opdracht van Ruhrtriennale i.s.m. Museum Folkwang, 2021)
- The Dancing Public (Mette Ingvartsen / Great Investment, 2021)
- Skatepark (Mette Ingvartsen / Great Investment, 2023)

Producties van anderen
- KnowH2Ow (Jan Ritsema, Bojana Cvejic, Mette Ingvartsen en Sandy Williams, 2006)[13]
- Quintette Cercle (Boris Charmatz, 2006)[14]
- Low pieces (Xavier Le Roy, 2009-2011)[15]